# Pilot Pen Tennis 2009
Il Pilot Pen Tennis 2009 è stato un torneo di tennis giocato sul cemento.
È stata la 29ª edizione del Pilot Pen Tennis, che fa parte della categoria ATP World Tour 250 series nell'ambito dell'ATP World Tour 2009, e 42ª edizione femminile, della categoria Premier nell'ambito del WTA Tour 2009. 
Il torneo si è giocato al Cullman-Heyman Tennis Center di New Haven nel Connecticut negli USA, dal 21 al 29 agosto 2009. È stato il penultimo appuntamento delle US Open Series 2009.

## Partecipanti ATP

### Teste di serie
| Nazionalità | Giocatore          | Ranking1 | Testa di serie |
| ----------- | ------------------ | -------- | -------------- |
| Russia      | Nikolaj Davydenko  | 8        | 1              |
| Spagna      | Fernando Verdasco  | 10       | 2              |
| Spagna      | Tommy Robredo      | 16       | 3              |
| Spagna      | David Ferrer       | 19       | 4              |
| Stati Uniti | Mardy Fish         | 22       | 5              |
| Stati Uniti | Sam Querrey        | 26       | 6              |
| Russia      | Igor' Andreev      | 27       | 7              |
| Romania     | Victor Hănescu     | 28       | 8              |
| Spagna      | Nicolás Almagro    | 33       | 9              |
| Francia     | Jérémy Chardy      | 35       | 10             |
| Austria     | Jürgen Melzer      | 37       | 11             |
| Germania    | Philipp Petzschner | 39       | 12             |
| Germania    | Andreas Beck       | 40       | 13             |
| Russia      | Igor' Kunicyn      | 43       | 14             |
| Francia     | Fabrice Santoro    | 44       | 15             |
| Italia      | Andreas Seppi      | 45       | 16             |

- 1Ranking al 17 agosto 2009.

### Altri partecipanti
Giocatori che hanno ricevuto una Wild card:
- Marcos Baghdatis
- Taylor Dent
- Rajeev Ram
- Fernando Verdasco

Giocatori passati dalle qualificazioni:

- Pablo Cuevas
- Frederico Gil
- Nicolás Lapentti
- Frederik Nielsen

Giocatori Lucky loser:
- Olivier Rochus

## Partecipanti WTA

### Teste di serie
| Nazionalità | Giocatrice          | Ranking1 | Testa di serie |
| ----------- | ------------------- | -------- | -------------- |
| Russia      | Svetlana Kuznecova  | 6        | 1              |
| Danimarca   | Caroline Wozniacki  | 8        | 2              |
| Italia      | Flavia Pennetta     | 10       | 3              |
| Russia      | Nadia Petrova       | 12       | 4              |
| Polonia     | Agnieszka Radwańska | 13       | 5              |
| Francia     | Marion Bartoli      | 14       | 6              |
| Slovacchia  | Dominika Cibulková  | 15       | 7              |
| Francia     | Amélie Mauresmo     | 16       | 8              |
| Australia   | Samantha Stosur     | 17       | 9              |

- 1Ranking al 17 agosto 2009.
- Dominika Cibulková ha deciso di non partecipare, così Samantha Stosur è diventata la testa di serie n° 9.

### Altre partecipanti
Giocatrici che hanno ricevuto una Wild card:
- Svetlana Kuznecova
- Nadia Petrova
- Meghann Shaughnessy

Giocatrici passati dalle qualificazioni:

- Ioana Raluca Olaru
- Magdaléna Rybáriková
- Roberta Vinci
- Yanina Wickmayer

Giocatrici lucky loser:
- Varvara Lepchenko
- Edina Gallovits

## Campioni

### Singolare maschile
Fernando Verdasco ha battuto in finale  Sam Querrey con il punteggio di 6–4, 7–6(6).

### Singolare femminile
Caroline Wozniacki ha battuto in finale  Elena Vesnina con il punteggio di 6–2, 6–4.

### Doppio maschile
Julian Knowle /  Jürgen Melzer hanno battuto in finale  Bruno Soares /  Kevin Ullyett con il punteggio di 6–4, 7–6(3).

### Doppio femminile
Nuria Llagostera Vives /  María José Martínez Sánchez hanno battuto in finale  Iveta Benešová /  Lucie Hradecká con il punteggio di 6–2, 7–5.